# Teplice
Teplice (en allemand : Teplitz, anciennement « Teplitz-Schönau ») est une ville et une station thermale de la région d'Ústí nad Labem, en Tchéquie, et le chef-lieu du district de Teplice. Ville historique, elle fut longtemps le principal siège des princes Clary-und-Aldringen. Sa population s'élevait à 50 843 habitants en 2023.

## Géographie
Proche de la frontière allemande, Teplice se trouve à 16 km à l'ouest d'Ústí nad Labem, à 46 km au sud de Dresde (Allemagne) et à 77 km au nord-ouest de Prague.
La commune est limitée par Újezdeček, Dubí, Novosedlice et Proboštov au nord, par Krupka au nord-est, par Srbice et Modlany à l'est, par Bystřany au sud-est, par Kladruby et Zabrušany au sud, et par Lahošť, Jeníkov et Košťany à l'ouest.

## Histoire
Le nom de Teplice dérive d'une racine slave qui signifie « chaud » et fait référence aux eaux chaudes qui ont donné naissance à l'activité thermale de la ville. Les eaux ont été découvertes, selon la légende, vers l'an 762 et un village est mentionné pour la première fois par écrit au XIIe siècle. C'est la reine de Bohême Judith de Thuringe qui est à l'origine de la fondation de la ville entre 1158-1164, lorsqu'elle fonde une abbaye bénédictine ad aquas caldas, à l'emplacement du château actuel. Le nom de l'abbaye (près des eaux chaudes, en latin) est transcrit en Teplice, ou Töplitz/Teplitz en allemand. L'abbaye est détruite au moment de la révolte hussite et laisse la place par la suite à un château. La région appartient au Moyen Âge au Royaume de Bohême et mêle des populations tchèques (de Bohême) et d'origine germanique. À partir du XIIIe siècle, la ville fait partie de la seigneurie de la famille des comtes Kinsky. Vers 1630, la ville et son château appartiennent au comte Wilhelm Kinsky von Wchnitiz und Tettau, qui meurt assassiné avec Wallenstein à Eger en 1634.
Ferdinand II confisque les biens du comte Kinski. La seigneurie de Teplitz et son château, sont alors donnés au comte Johann von Aldringen, qui meurt sans héritier direct. En 1634, la ville devient donc propriété de sa sœur Anna, épouse du baron Hieronymus von Clary, ancêtres de la famille princière von Clary und Aldringen, ou Clary-Aldringen.

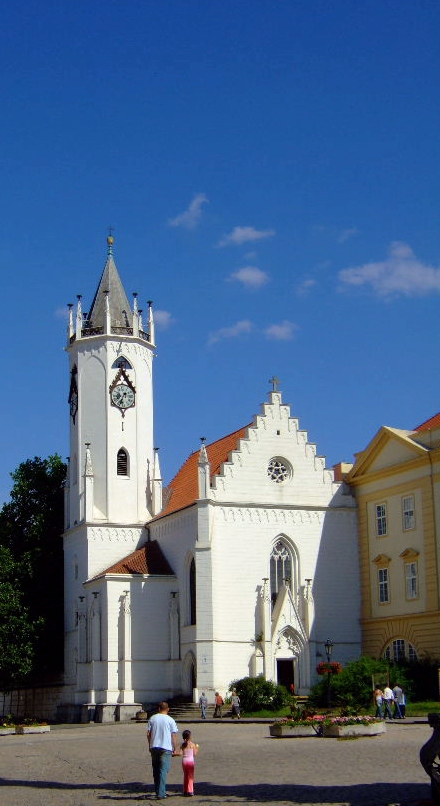
La chapelle du château des Clary-und-Adringen

Le château des Clary-Aldringen, ainsi qu'une partie de la ville thermale, est reconstruit en style néoclassique après un incendie qui a lieu en 1793. Dès lors elle reçoit le surnom de Klein-Paris (Petit Paris).
Teplitz est une destination mondaine prisée de l'aristocratie d'Europe centrale et allemande à partir de la fin du XVIIIe siècle.
Ludwig van Beethoven y séjourne plusieurs étés consécutifs. En juillet 1812, il y rédige la Lettre à l'immortelle Bien-aimée et y achève sa Septième symphonie.
Pendant les guerres napoléoniennes, Teplitz est le quartier général des trois alliés autrichien, prussien et russe. C'est au château des Clary und Aldringen qu'est scellée la Sainte-Alliance qui sera formellement signée à Paris le 26 septembre 1815.
Le roi de Prusse, l'empereur de Russie et l'empereur d'Autriche se retrouvent aux eaux de Tepliz en septembre 1835. À l'automne 1849, y séjournent le jeune empereur François-Joseph, ainsi que ses oncles les rois de Prusse et de Saxe. François-Joseph y retourne le 25 juillet 1860 en y invitant le prince-régent de Prusse. Les villes d'eaux permettaient aux monarques européens de l'époque de se rencontrer sans protocole et de régler des affaires pressantes.
Jusqu'en 1918, la ville de Teplitz , comme tous les états de la couronne de Bohême, fait partie de l'empire d'Autriche, puis d'Autriche-Hongrie (Cisleithanie après le compromis de 1867), chef-lieu du district de même nom, l'un des 94 Bezirkshauptmannschaften en Bohême. Teplitz est réunie à la petite station thermale voisine de Schönau en 1895 et prend alors le nom de Teplitz-Schönau.
La ville faisant depuis toujours partie de la Bohême intègre donc la nouvelle Tchécoslovaquie créée par les Alliés en 1919 d'après les termes de la conférence de Versailles. Elle prend le nom officiel de Teplitz-Schönau, car elle est alors majoritairement peuplée d'Allemands de Bohême. Selon le recensement de 1930, la ville comptait 23 100 « Allemands » pour 5 300 « Tchèques », désormais tous citoyens tchécoslovaques, dont près de 7 000, très majoritairement germanophones, appartenaient à l'importante communauté juive.
En octobre 1938, la ville est annexée par l'Allemagne nazie à la suite des accords de Munich en ce qui concerne la Région des Sudètes. Certains hôtels deviennent peu après des lieux de détention pour les opposants au nazisme — notamment des Mosellans refusant l'annexion de leur département à l'Allemagne.
Après la défaite du Troisième Reich, les décrets Beneš de 1945 contraignent la population de germanophone de la ville, considérée comme majoritairement favorable au régime nazi, à s'exiler, laissant la place aux Tchèques qui l'appellent désormais Teplice. Les princes Clary-Aldringen, seigneurs de Teplitz depuis 1634, sont également expropriés en 1945 pour les mêmes raisons.
À la suite de l'invasion de la Tchécoslovaquie par les troupes du Pacte de Varsovie en 1968, puis au maintien de troupes soviétiques dans le pays, la dernière victime sur le sol tchèque de ces forces d'occupation serait, à Teplice, un retraité de 72 ans, écrasé le 16 novembre 1990  par un camion soviétique.

## Population
Recensements ou estimations de la population :
| 1870*  | 1881*  | 1891*  | 1901*  | 1911*  | 1921*  |
| ------ | ------ | ------ | ------ | ------ | ------ |
| 15 469 | 23 649 | 31 056 | 44 626 | 50 896 | 52 655 |

| 1930*  | 1950*  | 1961*  | 1970*  | 1980*  | 1991*  |
| ------ | ------ | ------ | ------ | ------ | ------ |
| 56 088 | 41 891 | 49 360 | 52 941 | 53 964 | 53 004 |

| 2001*  | 2011*  | 2014   | 2015   | 2016   | 2017   |
| ------ | ------ | ------ | ------ | ------ | ------ |
| 51 060 | 49 640 | 50 024 | 50 079 | 49 959 | 49 697 |

| 2018   | 2019   | 2020   | 2021*  | 2022   | 2023   |
| ------ | ------ | ------ | ------ | ------ | ------ |
| 51 060 | 49 575 | 49 731 | 48 428 | 48 766 | 50 843 |

## Économie

### Activité thermale
La ville se présente comme une des plus anciennes stations thermales d'Europe. Les températures des eaux, selon les sources, varient de 32,5 à 48 °C. Les sources ont été utilisées presque exclusivement pour des traitements par bain, en particulier contre les rhumatismes chroniques, la goutte, des formes de paralysie, contre les gonflements scrofuleux et les plaies, les névralgies, mais aussi pour guérir les séquelles de blessures et de fractures dues aux guerres dans le Therme militaire. La source principale a également été utilisée comme eau à boire. Les sources d'eau alimentaient dix thermes. En 1887, le nombre de patients des thermes de Teplice s'élèvait à 7 351 en plus des 19 224 curistes de passage. Depuis la fin de la guerre froide et la disparition du rideau de fer, cette station thermale est fréquentée par des curistes allemands.

## Lieux et monuments

### La ville
L'aspect de la ville a été durablement transformé durant la période socialiste qui a vu la destruction de maintes maisons historiques, à l'exemple de l'ancienne place du Marché — devenue place de la Liberté —, dont de nombreuses maisons ont été démolies pour faire place à un centre commercial et à un bâtiment Telecom. La place du château avec l'église Sainte-Croix, la colonne de la Sainte-Trinité (appelée aussi la colonne de la Peste, puisque construite en guise de remerciements pour avoir évité à la ville une épidémie de peste), le Palais et ses maisons historiques, colorées et aux formes arrondies, ont en revanche été relativement bien conservés. Cette place historique offre un bel exemple d'harmonie baroque. Élevée en 1718, la colonne de la Peste et ses angelots dans des positions extravagantes, est l’œuvre de Matthias Braun, un des grands sculpteurs du baroque tardif.

### Le château
Construit dans la deuxième moitié du XVe siècle, profondément remanié dès le siècle suivant, et reconstruit au XVIIIe siècle, dans un style néoclassique, après un incendie, il fut le siège principal des princes Clary-und-Aldringen de 1636 à sa confiscation en 1945.

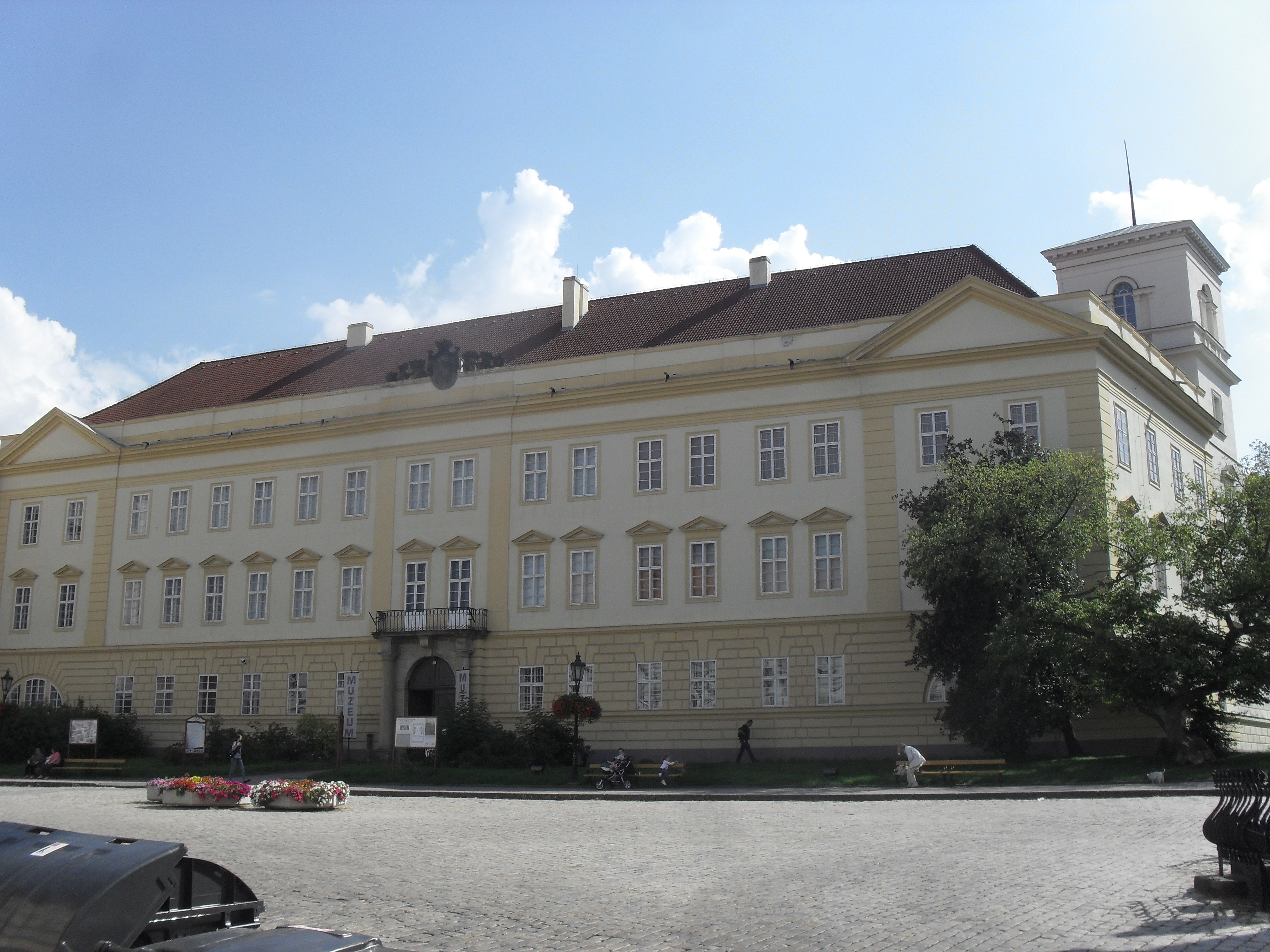
Façade du château de Teplice.

## Transports
Par la route, Teplice se trouve à 21 km d'Ústí nad Labem, à 26 km de Most et à 91 km de Prague.

## Sport
Un stade de grande capacité a été construite en 1973, le Na Stínadlech. C'est le stade du club de football de la ville, le FK Teplice, plusieurs fois vainqueur de compétitions nationales.

## Résidents célèbres

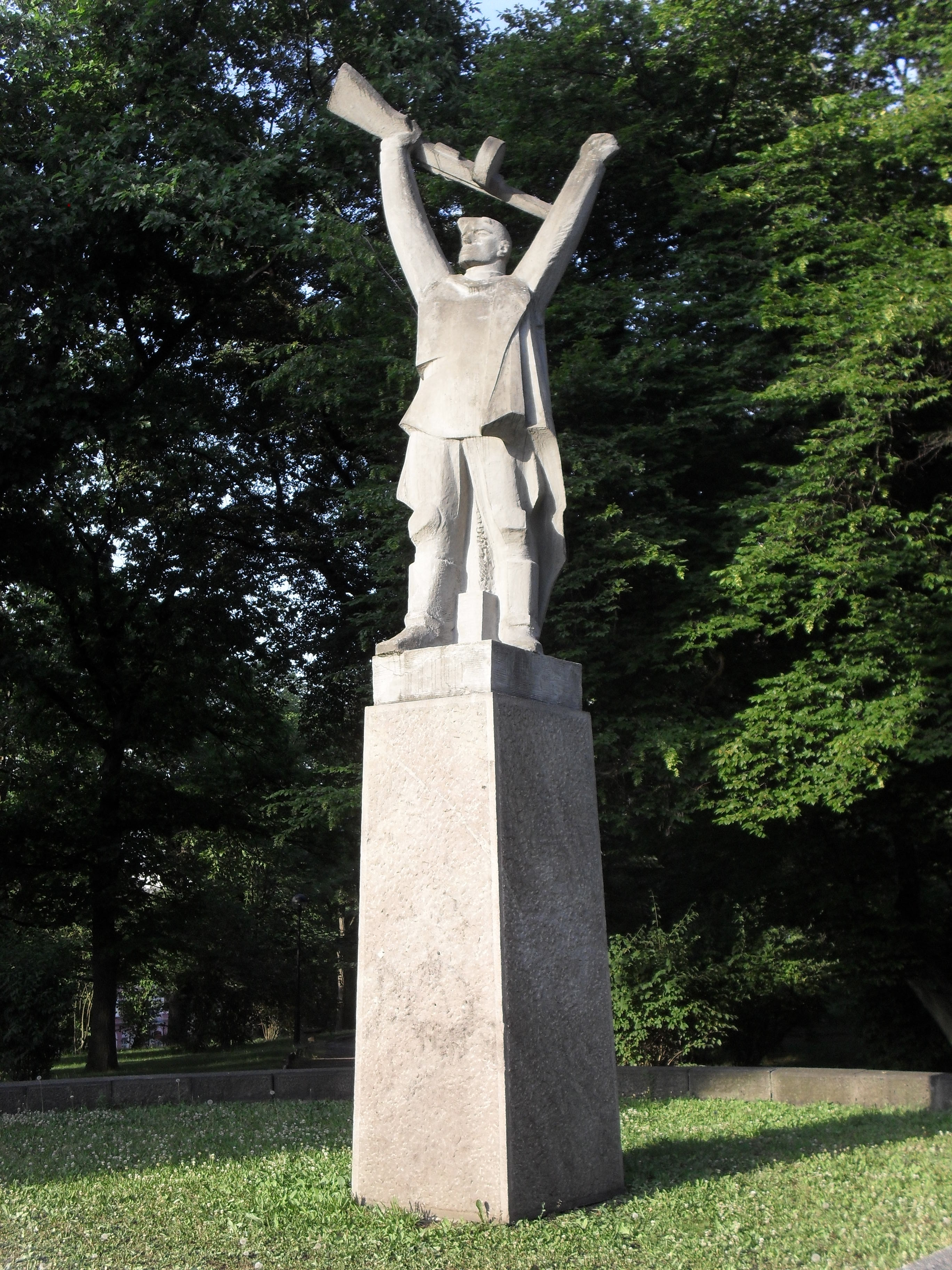
Monument aux morts et cimetière des soldats soviétiques morts en 1944-1945 à Teplitz/Teplice.

- Princes Clary und Aldringen, famille princière austro-hongroise
- Johann Goethe (1749-1832), écrivain allemand
- Johann Gottfried Seume, (1763-1810), écrivain allemand
- Ludwig van Beethoven (1770-1827), musicien allemand
- Charlotte von Ahlefeld (1781-1849), écrivaine allemand
- Gustav Karl Laube (1839-1923), géologue et paléontologue, y est né.
- Julius von Payer (1841-1915), officier austro-hongrois, alpiniste et explorateur de l'Arctique
- Louis Bonaparte, ex-roi de Hollande (1806-1810)
- Siegfried von Clary-Aldringen
- Manfred von Clary-Aldringen
- Françoise, princesse de Hohenlohe-Waldenburg-Schillingsfürst qui épousera l'archiduc Maximilien-Eugène d'Autriche y naquit en 1897.
- Robert Lang (1970), joueur de hockey sur glace
- Daniela Peštová (1970), mannequin tchèque
- Heinrich Ludolph Wendland (1791-1869), botaniste allemand